# Ziga (département)
Pour les articles homonymes, voir Ziga.
Ziga est un département situé dans la province du Sanmatenga de la région Centre-Nord au Burkina Faso. Au dernier recensement général de la population datant de 2006, le département comptait 34 599 habitants.

## Géographie

### Villages
Le département se compose de vingt-cinq villages, dont le village chef-lieu homonyme (populations actualisées en 2006) :
- Balinga (896 habitants)
- Bissiga (485 habitants)
- Boinkoubouga (sans Rahallé) (523 habitants)
- Daffolé (1 588 habitants)
- Gandin (1 141 habitants)
- Guibtenga (3 109 habitants)
- Kinkinrgo (1 050 habitants)
- Koupénè (791 habitants)
- Koura (1 258 habitants)
- Niongtenga (717 habitants)
- Ouagoulé (2 222 habitants)
- Pissa (272 habitants)
- Pissiga (2 234 habitants)
- Poessin (rattaché à Tengsoba-Kièma-Silmiougou) (1 162 habitants)
- Rahallé (rattaché à Boinkoubouga) (800 habitants)
- Radogo (rattaché à Tibin) (425 habitants)
- Samboaga (2 202 habitants)
- Sambentenga (655 habitants)
- Soubeira-Nakoara (1 600 habitants)
- Soubeira-Natenga (4 542 habitants)
- Tansèga (832 habitants)
- Tansèga-Bokin (954 habitants)
- Tengsoba-Kièma-Silmiougou (sans Poessin) (117 habitants)
- Tibin (sans Radogo) (1 131 habitants)
- Ziga (3 893 habitants), chef-lieu

## Administration
| Période                                  | Période | Identité | Étiquette | Qualité |
| ---------------------------------------- | ------- | -------- | --------- | ------- |
|                                          |         |          |           |         |
|                                          |         |          |           |         |
| Les données manquantes sont à compléter. |         |          |           |         |

## Santé et éducation
Le département accueille quatre centres de santé et de promotion sociale (CSPS) à Ziga, Soubeira-Natenga, Koura, Guibtenga tandis que le centre hospitalier régional (CHR) se trouve à Kaya.